# Warner Williams
Warner Williams (Takoma Park, 7 mei 1930 – Gaithersburg, 19 september 2021) was een Amerikaans Piedmont-blueszanger en -gitarist.

## Loopbaan
Williams werd geboren in een familie, waarin iedereen muziek speelde: zijn vader (gitaar, piano. viool), moeder (accordeon) en zijn zeven broers en drie zusters. Het gezin trad op in de streek als de Williams Family. Williams zelf leerde gitaar spelen toen hij zes was. Hij werd beïnvloed door blues-musici als Lightning Hopkins, Blind Boy Fuller en Muddy Waters, maar luisterde ook naar country & western-muzikanten als Gene Autry en Ernest Tubb. Williams maakte in de late jaren veertig deel uit van de blues-scene in Washington D.C.. Begin jaren negentig vormde hij een duo met harmonica-speler Jay Summerour, dat nog steeds (af en toe onder de naam Little Bit of Blues) optreedt, met name op festivals. Het duo speelt muziek in de traditie van Sonny Terry & Brownie McGhee.
Hij werd in 2011 opgenomen in de National Heritage Fellowship. Warner Williams overleed in 2021 op 91-jarige leeftijd in een verzorgingshuis in Gaithersburg.

## Discografie
- Little Bit A Blues (met Jay Summerour), Patuxent, 2002
- Blues Highway (live, met Jay Summerour), Smithsonian Folkways, 2004
- Down 'n' Dirty (met Jay Summerour), Patuxent/Orchard, 2007